# Fragonard : L'Invention du bonheur
 (mai 2025).
Motif : Absence de sources
- Archive Wikiwix
- Bing
- Cairn
- DuckDuckGo
- E. Universalis
- Gallica
- Google
- G. Books
- G. News
- G. Scholar
- Persée
- Qwant
- (zh) Baidu
- (ru) Yandex
- (wd) trouver des œuvres sur Wikidata

| 1. | Préciser le motif de la pose du bandeau. | Précisez le motif de la pose du bandeau en utilisant la syntaxe suivante : {{admissibilité à vérifier\|date=mai 2025\|motif=remplacez ce texte par le motif}}                                           |
| 2. | Informer les utilisateurs concernés.     | Pensez à avertir le créateur de l'article, par exemple, en insérant le code ci-dessous sur sa page de discussion : {{subst:avertissement admissibilité à vérifier\|Fragonard : L'Invention du bonheur}} |

Fragonard : L'invention du bonheur est une biographie de l'écrivain Sophie Chauveau sur le peintre Fragonard.

## Présentation
Jean-Honoré Fragonard est surtout connu pour ses scènes romantiques de filles-fleurs dénudées et comme inventeur du « jaune vie » éclatant qui va éclairer la toile, lui apporter un petit air d'irréalité qu'on lui a parfois reproché. Pour Sophie Chauveau, il a « inventé le bonheur » et trace sa vie aventureuse du soleil de Grasse où il est né, des ateliers de Chardin ou Boucher à l'école de Rome, dans une époque difficile dans un Paris pré-révolutionnaire qui va déboucher sur la Terreur et la dictature impériale.